# 乌苏马辛塔河

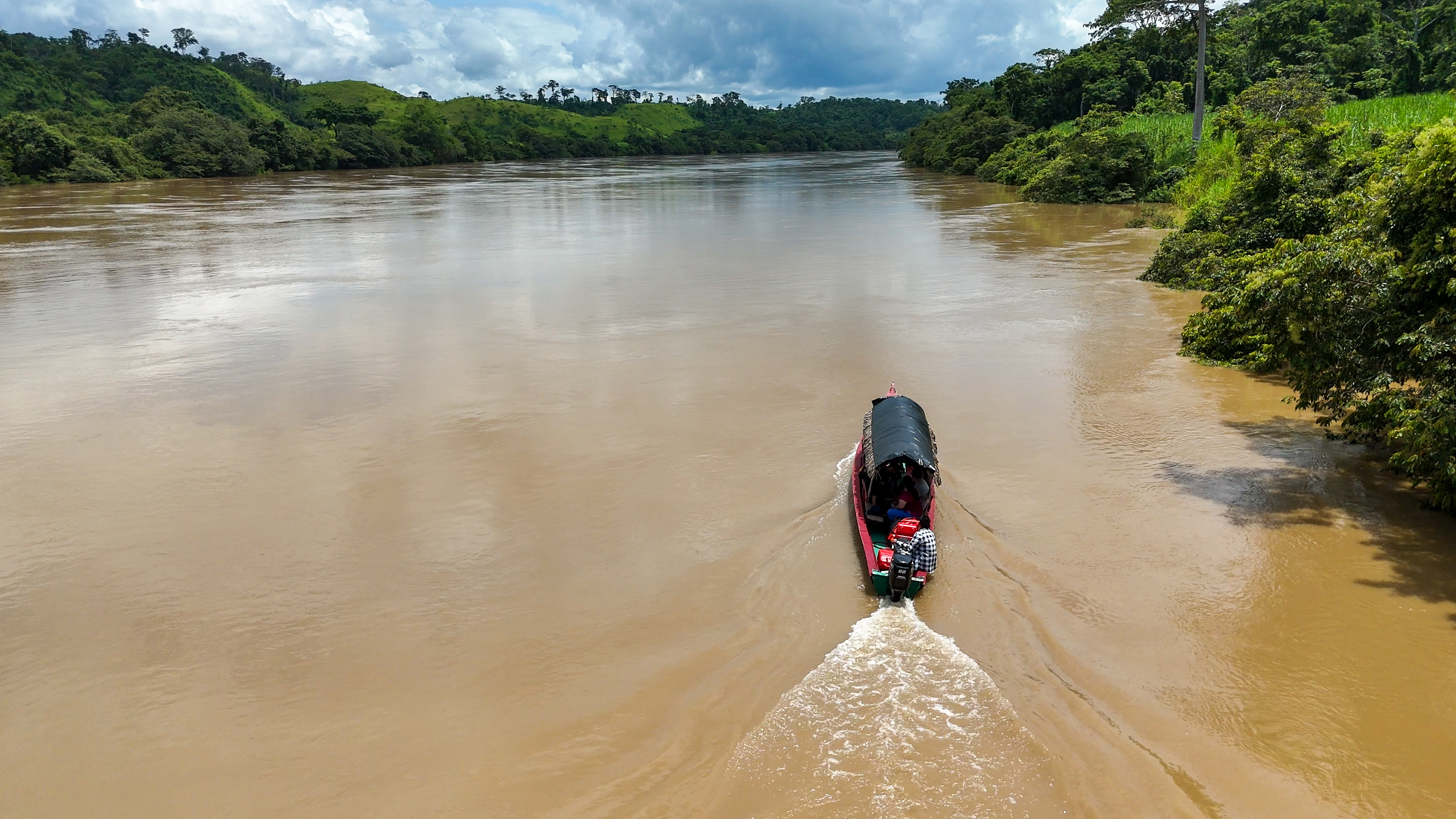
一艘摩托艇在墨西哥和危地马拉交界的乌苏马辛塔河上航行。

15°16′13″N 91°24′49″W / 15.270358°N 91.413717°W
乌苏马辛塔河（西班牙語：Río Usumacinta，西班牙語發音：[usumaˈsinta]）位于墨西哥东南部和危地马拉西北部，源出危地马拉马德雷(Madre)山脉东北坡，河源称奇克索河(R. Chixoy)。奇克索河先为东向，在科万转为北向，流至危-墨两国边境处时称萨利纳斯河(R. Salinas)，为两国界河，呈西北流向。帕西翁河(R. Pasion)和拉坎图姆河(R. Lacantum)河汇入后，始称乌苏马辛塔河。在佩德拉斯内格拉斯以下，乌苏马辛塔河在坎佩切湾南岸的沼泽地蜿蜒流淌，并在帕利萨达附近分为三支，西支汇入格里哈尔瓦河，中支流入坎佩切湾，东支汇入泰尔米诺斯湖。
以奇克索河为源，乌苏马辛塔河全长1110公里，流域面积10.3万平方公里，多年平均流量1730立方米／秒，多年平均径流量546亿立方米。该河水电资源主要集中在奇克索河中游长约150公里的河段内。危地马拉拟在乌河上建造4个梯级电站，其中第一级奇克索水电站(Planta Hidroeléctrica Chixoy)已于1986年投产发电。